# Vandinho (Fußballspieler, 1978)
Vandinho (* 15. Januar 1978 in Cuiabá; bürgerlich Vanderson Válter de Almeida) ist ein ehemaliger brasilianischer Fußballspieler.

## Karriere
Nach einer wenig erfolgreichen Episode beim Internacional Porto Alegre spielte der 1,83 m große rechtsfüßige Mittelfeldspieler Vandinho zumeist mit bescheidenen Ambitionen bei Vereinen seines Heimatlandes: Esporte Clube Pelotas, Guarani FC, Santa Cruz FC, Criciúma EC und Grêmio Esportivo Inhumense, bis er in der Saison 2002/03 nach Portugal zum Rio Ave FC wechselte, wo er der Mannschaft aus Vila do Conde in seiner ersten Saison half, in die Primeira Liga zurückzukehren.
Für die Saison 2004/05 schloss sich Vandinho dem Sporting Clube aus Braga an; er wurde zu einem stets gegenwärtigen Fixpunkt im Mittelfeld. Im Februar 2010, weiterhin eine wichtige Figur im Mittelfeld von Braga, erhielt er wegen seiner Beteiligung an einem Handgemenge beim 2:0-Heimsieg seiner Mannschaft, die die Tabelle anführte, gegen Benfica Lissabon im Vorjahr eine dreimonatige Sperre und musste die Saison vorzeitig beenden, sein Verein wurde schließlich in der Tabelle von dem Gegner aus diesem Spiel überholt.
In der UEFA Europa League 2010/11 erreichte Sporting das Halbfinale, der Gegner hieß wieder Benfica. Vandinho gelang das Kopfballtor bei der 1:2-Niederlage im Hinspiel in der Landeshauptstadt. Nach sieben Jahren beim Verein wechselte er 2012 zum saudi-arabischen Verein al-Schardscha. Nach zwei Jahren bei drei brasilianischen Vereinen stand er 2014 beim Verein GE Anápolis unter Vertrag. Nach der Saison beendete er seine Karriere.